# Хокинсвил (Џорџија)
Хокинсвил (Џорџија) (енгл. Hawkinsville) град је у америчкој савезној држави Џорџија. По попису становништва из 2010. у њему је живело 4.589 становника.

## Демографија
Према попису становништва из 2010. у граду је живело 4.589 становника, што је 1.309 (39,9%) становника више него 2000. године.
| Група             | 2000.         | 2010.         |
| Белци             | 1.575 (48,0%) | 2.263 (49,3%) |
| Афроамериканци    | 1.612 (49,1%) | 2.150 (46,9%) |
| Азијати           | 24 (0,7%)     | 41 (0,9%)     |
| Хиспаноамериканци | 39 (1,2%)     | 82 (1,8%)     |
| Укупно            | 3.280         | 4.589         |